# Peter Zinner
Peter Zinner (Viena, 24 de julho de 1919 — 13 de novembro de 2007) é um editor austro-estadunidense. Venceu o Oscar de melhor montagem na edição de 1979 por The Deer Hunter.